# Vespa (gênero)
As vespas verdadeiras ou vespãos (insetos do gênero Vespa) são as maiores vespas eusociais.

## Classificação
Embora taxonomicamente bem definido, alguma confusão pode permanecer sobre as diferenças entre os vespões e outras vespas da família Vespidae, especificamente as vespas-amarelas, que são membros da mesma subfamília. Além disso, na língua portuguesa, vespa é também o nome comum para todos os himenópteros da subordem Apocrita, que não são abelhas nem formigas, o que pode causar confusão com o gênero taxonômico Vespa, já que nem todas as vespas (como nome popular) são, de fato, do gênero Vespa (como nomenclatura científica).

## Distribuição
A maioria das espécies ocorre apenas nos trópicos da Ásia, embora o vespão europeu (V. crabro) seja amplamente distribuído pela Europa, Rússia, América do Norte e Nordeste da Ásia.

## Descrição
Têm aparência semelhante aos seus parentes próximos, as vespas-amarelas (Dolichovespula arenaria). Algumas espécies podem atingir até 5,5 cm de comprimento. Elas se distinguem de outras Vespinae pela margem superior relativamente grande da cabeça e pelo segmento arredondado do abdômen, logo atrás da cintura. Em todo o mundo, 22 espécies de Vespa são reconhecidas.

## Ecologia

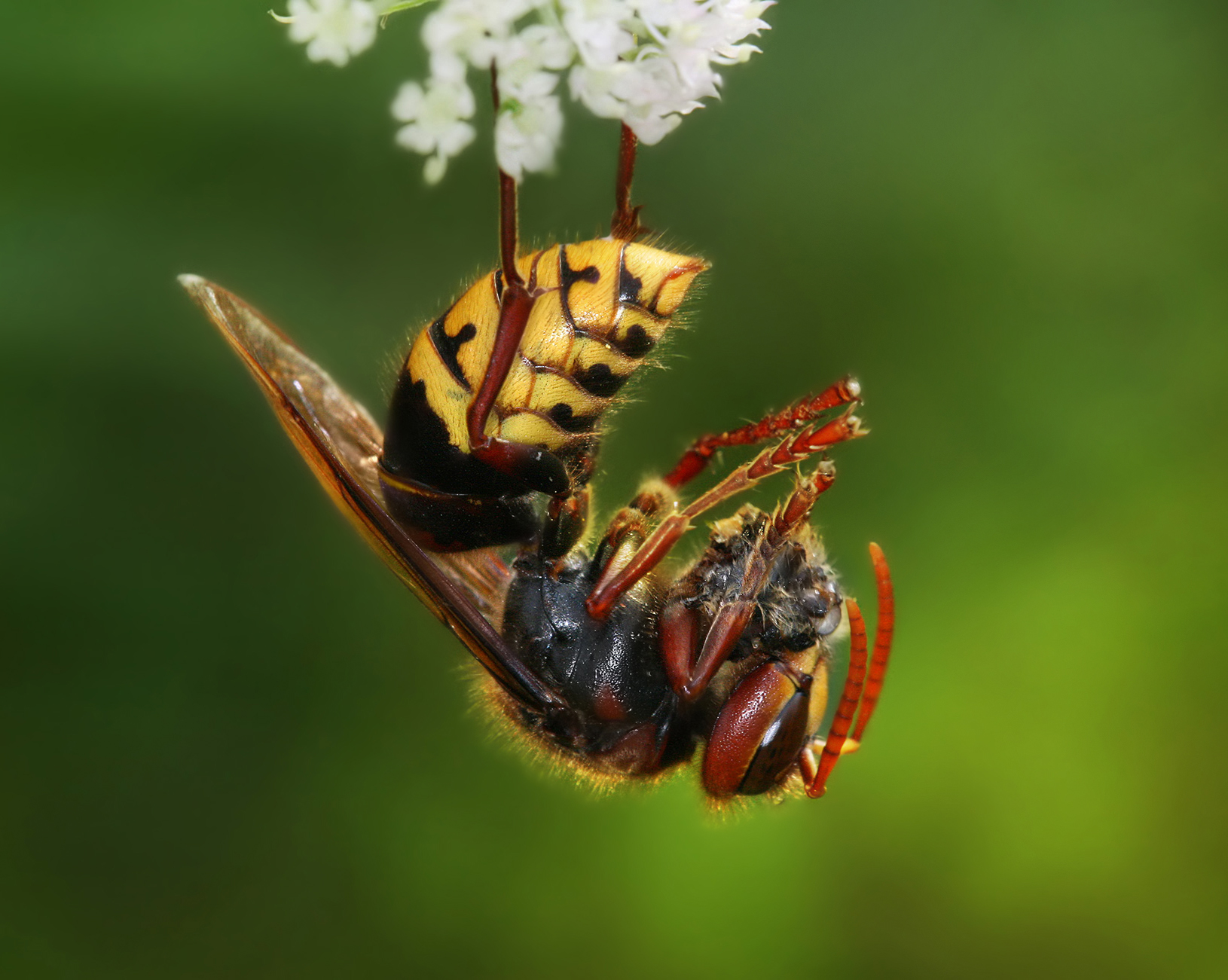
Vespa crabro

Assim como outras vespas sociais, as vespas verdadeiras constroem ninhos comunitários, geralmente compostos por madeira mastigada e expostos em árvores e arbustos; algumas espécies, como a Vespa orientalis, constroem seus ninhos no subsolo ou em outras cavidades. Cada ninho tem uma rainha, que põe ovos e é assistida pelas operárias que, embora sejam fêmeas, são inférteis. Nos trópicos, esses ninhos podem durar o ano todo, mas em áreas temperadas, os ninhos morrem, com rainhas solitárias hibernando em serapilheira ou outro material isolante até a primavera. Os vespões machos são dóceis e não têm ferrões.
As vespas verdadeiras são frequentemente considerados pragas, pois protegem agressivamente seus locais de nidificação quando ameaçados e suas picadas podem ser mais perigosas do que as das abelhas.

### Picada
Os vespões têm ferrões usados para matar presas e defender ninhos. As picadas de vespões são mais dolorosas para os humanos do que as picadas de vespas típicas porque o veneno de vespões contém uma grande quantidade (5%) de acetilcolina. As vespas individuais podem picar repetidamente; ao contrário das abelhas melíferas, as vespas não morrem após a picada porque seus ferrões são muito finamente farpados (visíveis apenas em alta ampliação) e podem ser facilmente retirados, portanto não são puxados para fora de seus corpos ao se soltar. A toxicidade das picadas de vespas varia de acordo com as espécies de vespas; alguns entregam apenas uma picada de inseto típica, enquanto outros estão entre os insetos mais venenosos conhecidos. 
Picadas de vespões isoladas não são fatais em si mesmas, exceto às vezes para vítimas alérgicas.

### Feromônio de alerta

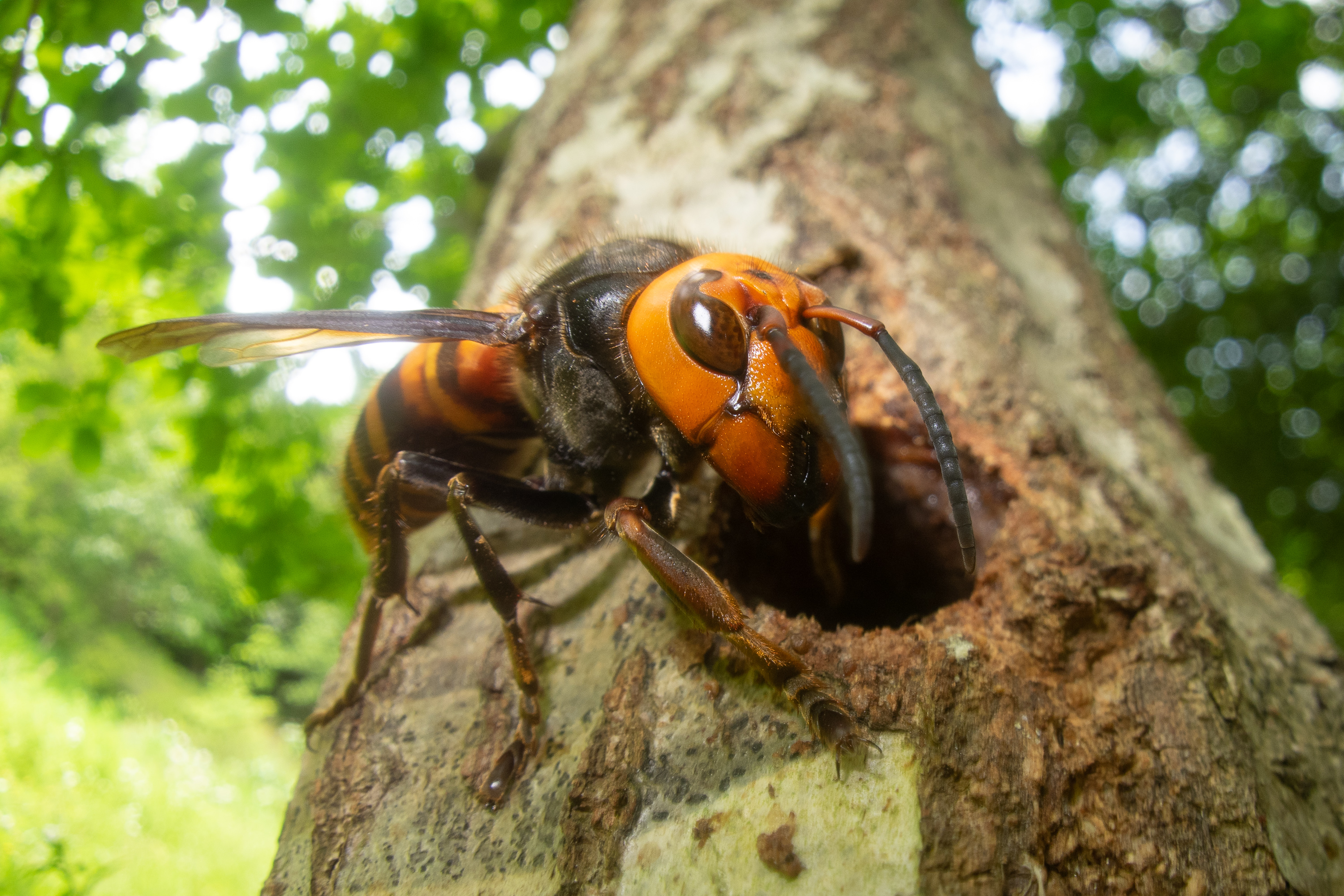
Vespa mandarinia é predadora de abelhas e libera feromônios de ataque para atrair outras vespas-mandarinas à colmeia encontrada.

Os vespões, como muitas vespas sociais, podem mobilizar todo o ninho para se defender, o que é altamente perigoso para humanos e outros animais. O feromônio de alerta é geralmente liberado em caso de ameaça ao ninho. No caso da vespa-mandarina (V. mandarinia), cujas presas principais são as abelhas, o rastro de feromônios serve para atrair outras vespas-mandarinas para a colmeia de abelhas encontrada. Três produtos químicos biologicamente ativos, 2-pentanol, 3-metil-1-butanol e 1-metilbutil 3-metilbutanoato, foram identificados para esta espécie. Em testes de campo, o 2-pentanol sozinho desencadeou um leve alarme e comportamento defensivo, mas a adição dos outros dois compostos aumentou a agressividade em um efeito sinérgico. No vespão europeu (Vespa crabro), o principal composto do feromônio de alerta é 2-metil-3-buteno-2-ol. Se uma vespa for morta perto de um ninho, ela pode liberar feromônios que podem fazer com que as outras vespas ataquem. Materiais que entram em contato com esses feromônios, como roupas, pele e presas mortas ou vespas também podem desencadear um ataque, assim como certos aromas alimentares, como aromas de banana e maçã, e fragrâncias que contêm álcoois C5 e ésteres C10.

## Espécies

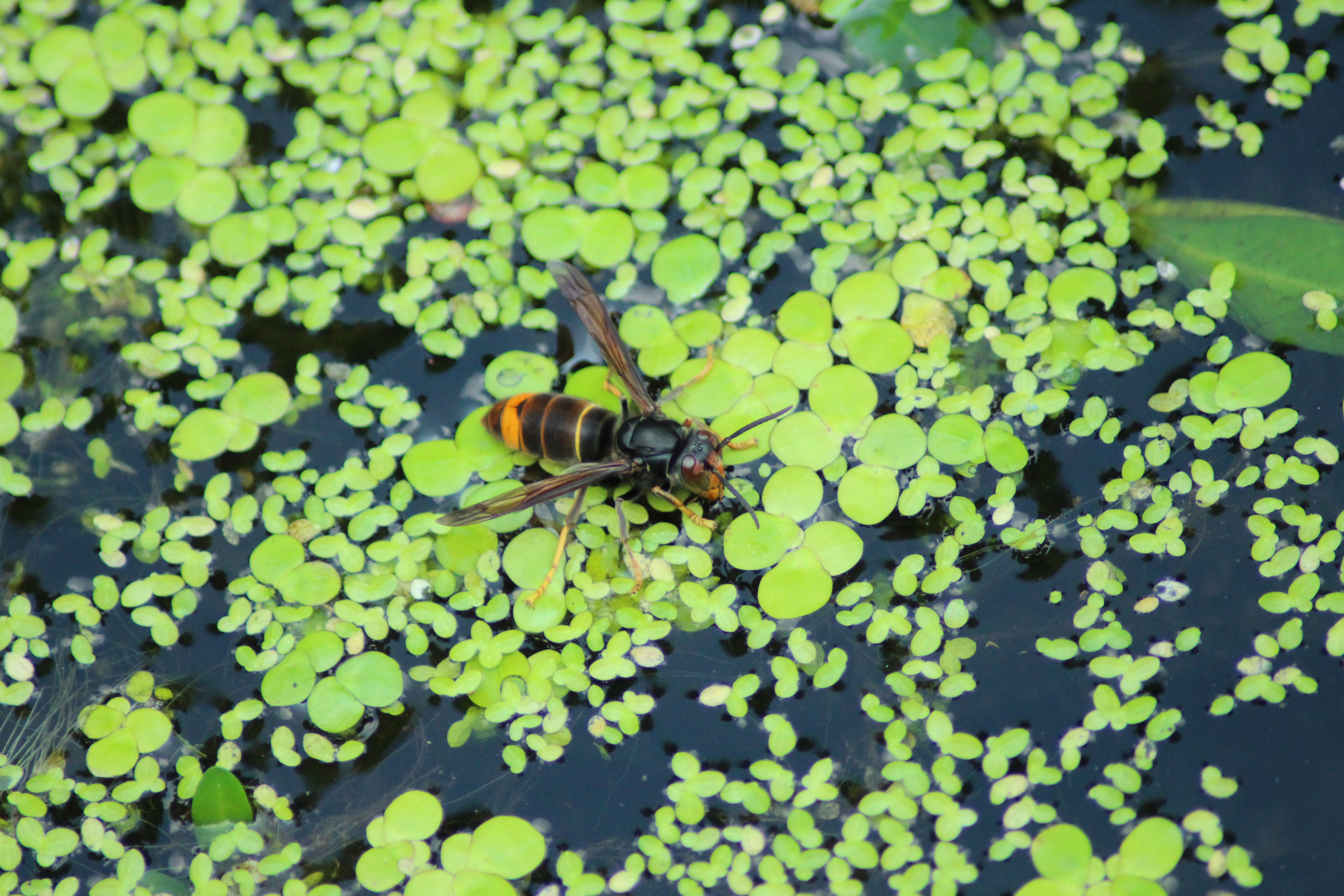
Vespa velutina

Embora exista uma história de reconhecimento de subespécies em muitas espécies do gênero Vespa, a revisão taxonômica mais recente do gênero trata todos os nomes subespecíficos do gênero Vespa como sinônimos, efetivamente relegando-os a não mais do que nomes informais para formas de cores regionais.
- Vespa affinis
- Vespa analis
- Vespa basalis
- Vespa bellicosa
- Vespa bicolor
- †Vespa bilineata
- Vespa binghami
- †Vespa ciliata
- †Vespa cordifera
- Vespa crabro
- †Vespa crabroniformis
- †Vespa dasypodia
- Vespa ducalis
- Vespa dybowskii
- Vespa fervida
- Vespa fumida
- Vespa luctuosa
- Vespa mandarinia
- Vespa mocsaryana
- Vespa multimaculata
- †Vespa nigra
- Vespa orientalis
- Vespa philippinensis
- †Vespa picea
- Vespa simillima
- Vespa soror
- Vespa tropica
- Vespa velutina
- Vespa vivax